# هاموک موزیک
هاموک موزیک (انگلیسی: Hammock Music) ناشر موسیقی که در نشویل، تنسی مستقر است و تحت مالکیت گروه موسیقی هاموک (باند) است و توسط این گروه اداره می‌شود.